# Брэмолл Лейн
«Брэмолл Лейн» (англ. Bramall Lane Stadium) — стадион в Шеффилде, Англия. Является домашней ареной футбольного клуба «Шеффилд Юнайтед» и регбийного клуба «Шеффилд Иглз». Расположен в центральной части города, в районе Хили и всего в миле от железнодорожного вокзала Шеффилда.
Стадион был построен в 1855 году на одноименной улице, названной в честь известной в Шеффилде семьи мануфактурщиков Брэмоллов. Первоначально использовался для матчей по крикету, футбол пришел на стадион вместе с клубами «Шеффилд» и «Шеффилд Уэнсдей». После переезда последних на собственный стадион «Олив Граунд» в 1889 году, члены крикетного клуба «Шеффилд Юнайтед» организовали собственную футбольную команду.
Рекорд посещаемости на стадионе был установлен 15 февраля 1936 года на матче пятого раунда Кубка Англии между «Шеффилд Юнайтед» и «Лидс Юнайтед» и составил 68 287 зрителей. Стадион был перестроен после доклада Тейлора и сейчас вмещает 32 702 болельщика.